# Rosilena ed Oronta
Rosilena ed Oronta (1728) é uma das óperas do compositor italiano barroco Antonio Vivaldi.